# Подсочка (участок)
Подсочка — упразднённый участок в Ангарском районе Иркутской области России. Входил в состав Савватеевского муниципального образования. Исключён из учётных данных в 1999 году

## География
Располагался в истоке реки Булагат (приток реки Малая Еловка), на расстоянии примерно 7 км по прямой к северо-востоку от села Савватеевка.

## История
Постановлением губернатора Иркутской области от 18 июня 1999 года № 73-пг участок исключён из учётных данных.